# Без істерики!
«Без істерики!» — кінофільм режисера Тані Векслер, що вийшов на екрани в 2010 році.

## Зміст
Вікторіанська Англія, 1880 рік. Випускник медичної школи Мортімер Ґренвіль влаштовується на роботу у кабінет доктора Далрімпла, який славиться на увесь Лондон унікальним методом лікування «істерії» – жіночого перезбудження – за допомогою інтимного масажу. Популярність «ручного» методу Далрімпла зростає з астрономічною швидкістю, і справлятися з напливом стражденних пацієнток стає все складніше. За допомогою свого друга Едмунда молодий і прогресивний лікар знаходить витончене рішення проблеми: приятелі винаходять елегантний електричний прилад, який цілком може замінити золоті руки містера Далрімпла. Звістка про диво-винахід миттєво розповсюджується серед лондонських дам. Тим часом Мортімер закохується у Шарлотту, прекрасну, волелюбну і яскраву доньку свого роботодавця.

## Ролі
| Актор            | Роль |
| ---------------- | ---- |
| Г'ю Денсі        | -    |
| Меггі Джилленгол | -    |
| Фелісіті Джонс   | -    |
| Руперт Еверетт   | -    |
| Ешлі Дженсен     | -    |
| Шерідан Сміт     | -    |
| Джемма Джонс     | -    |
| Малкольм Ренні   | -    |
| Кім Крісвелл     | -    |
| Джонатан Прайс   | -    |

## Знімальна група
- Режисер — Таня Векслер
- Сценарист — Стівен Дайер, Джона Ліза Дайер, Говард Дженслер
- Продюсер — Трейсі Бекер, Джуді Каиро, Сара Кертіс
- Композитор — Гаст Вальтцінг